# غونار هولمبرغ
غونار هولمبرغ (بالسويدية: Gunnar Holmberg)‏ (و. 1919 – 2004 م) هو طبيب نفسي، من السويد، توفي عن عمر يناهز 85 عاماً.